# Parawixia
Parawixia F.O.P.-Cambridge, 1904 è un genere di ragni appartenente alla famiglia Araneidae.

## Etimologia
Il nome deriva dal greco παρά, parà, cioè dappresso, accanto, che è simile, che somiglia, per i molti caratteri in comune con il genere Wixia O.P.-Cambridge, 1882.

## Distribuzione
Le specie oggi note di questo genere sono state rinvenute prevalentemente in varie località dell'America centrale e meridionale, dal Messico fino all'Argentina. La sola P. dehaani è stata reperita nella zona che va dall'India alle Filippine e alcuni esemplari in Nuova Guinea e altre località dell'Indonesia.

## Tassonomia
Secondo alcune considerazioni dell'aracnologo Levi, anche Araneus unistriatus (McCook, 1894) andrebbe ascritta a questo genere.
A dicembre 2011, si compone di 28 specie e 3 sottospecie:
1. Parawixia acapulco Levi, 1992 — Messico
2. Parawixia audax (Blackwall, 1863) — dalla Colombia all'Argentina
3. Parawixia barbacoas Levi, 1992 — Colombia, Ecuador
4. Parawixia bistriata (Rengger, 1836) — Brasile, Bolivia, Paraguay, Argentina
5. Parawixia casa Levi, 1992 — Colombia
6. Parawixia chubut Levi, 2001 — Cile, Argentina
7. Parawixia dehaani (Doleschall, 1859) — dall'India alle Filippine, Nuova Guinea
  - Parawixia dehaani octopunctigera (Strand, 1911) — Nuova Irlanda (Papua Nuova Guinea)
  - Parawixia dehaani pygituberculata (Strand, 1911) — Nuova Irlanda (Papua Nuova Guinea), Celebes
  - Parawixia dehaani quadripunctigera (Strand, 1911) — Isole Aru (Molucche)
8. Parawixia destricta (O.P.-Cambridge, 1889) — dal Messico al Panama
9. Parawixia divisoria Levi, 1992 — Ecuador, Perù, Brasile, Bolivia
10. Parawixia guatemalensis (O. P.-Cambridge, 1889) — Messico, Guatemala
11. Parawixia honesta (O. P.-Cambridge, 1899) — Messico
12. Parawixia hoxaea (O. P.-Cambridge, 1889) — dal Guatemala al Panama
13. Parawixia hypocrita (O. P.-Cambridge, 1889) — dal Guatemala al Brasile
14. Parawixia inopinata Camargo, 1950 — Brasile
15. Parawixia kochi (Taczanowski, 1873) — da Trinidad al Brasile, Guyana, Guyana Francese
16. Parawixia maldonado Levi, 1992 — Perù
17. Parawixia matiapa Levi, 1992 — Trinidad, Colombia, Perù, Brasile
18. Parawixia monticola (Keyserling, 1892) — Brasile
19. Parawixia nesophila Chamberlin & Ivie, 1936 — Costa Rica, Panama
20. Parawixia ouro Levi, 1992 — Perù, Brasile
21. Parawixia porvenir Levi, 1992 — Colombia
22. Parawixia rigida (O. P.-Cambridge, 1889) — dal Guatemala al Panama
23. Parawixia rimosa (Keyserling, 1892) — dalla Costa Rica alla Bolivia
24. Parawixia tarapoa Levi, 1992 — Ecuador, Perù, Brasile
25. Parawixia tomba Levi, 1992 — Perù, Brasile
26. Parawixia tredecimnotata F.O.P.-Cambridge, 1904 — dal Messico al Belize, Grandi Antille
27. Parawixia undulata (Keyserling, 1892) — Brasile, Uruguay, Argentina
28. Parawixia velutina (Taczanowski, 1878) — dalla Colombia all'Argentina

### Specie trasferite
Svariate specie prima ascritte a questo genere sono state trasferite altrove, in particolare un intero gruppo è afferito al genere Molinaranea Mello-Leitão, 1940, per affinità di caratteri maggiore:
1. Parawixia affinitata (Roewer, 1942); trasferita al genere Molinaranea Mello-Leitão, 1940.
2. Parawixia aysenensis (Tullgren, 1902); trasferita al genere Molinaranea Mello-Leitão, 1940.
3. Parawixia bicaudata (Nicolet, 1849); trasferita al genere Nicolepeira Levi, 2001.
4. Parawixia carenata (Nicolet, 1849); trasferita al genere Nicolepeira Levi, 2001.
5. Parawixia cinaberina (Nicolet, 1849); trasferita al genere Molinaranea Mello-Leitão, 1940.
6. Parawixia clymene (Nicolet, 1849); trasferita al genere Molinaranea Mello-Leitão, 1940.
7. Parawixia darlingtoni Bryant, 1945; trasferita al genere Ocrepeira Marx, 1883.
8. Parawixia dorsatula (Roewer, 1942); trasferita al genere Molinaranea Mello-Leitão, 1940.
9. Parawixia flavifrons (Nicolet, 1849); trasferita al genere Nicolepeira Levi, 2001.
10. Parawixia flaviventris (Nicolet, 1849); trasferita al genere Molinaranea Mello-Leitão, 1940.
11. Parawixia hyadesi (Simon, 1884); trasferita al genere Nicolepeira Levi, 2001.
12. Parawixia mastophoroides Mello-Leitão, 1942; trasferita al genere Ocrepeira Marx, 1883.
13. Parawixia naevia (Nicolet, 1849); trasferita al genere Molinaranea Mello-Leitão, 1940.
14. Parawixia obliterata (Nicolet, 1849); trasferita al genere Molinaranea Mello-Leitão, 1940.
15. Parawixia tullgreni Caporiacco, 1955; trasferita al genere Alpaida (O.P.-Cambridge, 1889).
16. Parawixia venustula (Keyserling, 1879); trasferita al genere Ocrepeira Marx, 1883.
17. Parawixia wagenknechti (Mello-Leitão, 1940); trasferita al genere Molinaranea Mello-Leitão, 1940.
18. Parawixia zigzag Mello-Leitão, 1951; trasferita al genere Nicolepeira Levi, 2001.

### Nomina dubia
- Parawixia advena (Petrunkevitch, 1911); questo esemplare femminile, reperito in Cile e originariamente descritto nel genere Araneus Clerck, 1757, in un secondo momento in sostituzione del nome per Epeira adianta Nicolet, 1849 e infine ritrasferito nel genere Araneus a seguito di uno studio di Archer del 1963, è da considerarsi nomen dubium a seguito di un lavoro di Levi del 1991, contra lo studio di Archer del 1963[1].
- Parawixia immunda (Nicolet, 1849); esemplare femminile rinvenuto in Cile e originariamente descritto nell'ex-genere Epeira, in seguito trasferito al genere Araneus a seguito di uno studio di Archer del 1963, è da considerarsi nomen dubium a seguito di un lavoro di Levi del 1991, contra lo studio di Archer del 1963[1].
- Parawixia paraopeba (Mello-Leitão, 1917); esemplari femminili, rinvenuti in Brasile e trasferiti al genere Araneus Clerck, 1757, a seguito di un lavoro di Levi del 1991. A seguito di un successivo studio di Levi del 1992, sono da ritenersi nomina dubia o possibili sinonimi di P. bistriata (Rengger, 1836).
- Parawixia ribeiroi (Mello-Leitão, 1917); esemplari femminili, rinvenuti in Brasile e trasferiti al genere Araneus a seguito di un lavoro di Levi del 1991. A seguito di un successivo studio di Levi del 1992, sono da ritenersi nomina dubia o possibili sinonimi di P. audax (Blackwall, 1863).